# 涅斯捷連基 (瓦爾基區)
49°43′41″N 35°36′17″E / 49.72806°N 35.60472°E
內斯泰倫基（烏克蘭語：Нестеренки）是位於烏克蘭東部的村莊，由哈爾科夫州博霍杜希夫區的瓦爾基市鎮負責管轄。該村始建於1890年，面積3.41平方公里，海拔高度174米，2001年人口45，人口密度每平方公里13.2人。